# Voleibol de praia nos Jogos Centro-Americanos e do Caribe de 2018 - Feminino
O torneio de voleibol de praia feminino dos Jogos Centro-Americanos e do Caribe de 2018 foi a 6ª edição desta variante organizado pela ODECABE e Comité Olímpico Colombiano, em parceria com a NORCECA  realizado no período de 28 de julho a 2 de agosto com as partidas realizadas no Centro de Eventos del Caribe Puerta de Oro na capital da Barranquilla, Colômbia. Mais de 20 duplas estiveram participando do torneio.com participação de representantes de 26 países, totalizando 22 duplas inscritas.

## Formato da disputa
O torneio foi dividido em duas fases: fase classificatória e fase final. 
Na fase preliminar as 22 duplas participantes foram divididas em seis grupos de 4 equipes e apenas dois com tres participantes, cada grupo foi jogado com um sistema de todos contra todos e as duplas foram classificadas de acordo com os seguintes critérios:

## Fase classificatória
Classificação

## Grupo A
|     |                                |     | Jogos | Jogos | Jogos | Sets | Sets | Sets  | Pontos | Pontos | Pontos |
| Pos | Equipe                         | Pts | T     | V     | D     | V    | P    | R     | V      | P      | R      |
| --- | ------------------------------ | --- | ----- | ----- | ----- | ---- | ---- | ----- | ------ | ------ | ------ |
| 1   | Yuli Ayala–Diana Rios          | 6   | 3     | 3     | 0     | 6    | 0    | MAX   | 84     | 48     | 1.750  |
| 2   | Yaniris Miller–Alondra Berroa  | 5   | 3     | 2     | 1     | 4    | 3    | 1.333 | 76     | 92     | 0.826  |
| 3   | Lleann Powery–Marissa Harrison | 4   | 3     | 1     | 2     | 3    | 4    | 0.750 | 74     | 94     | 0.787  |

Resultados
| 28 jul | 10:40 | Yuli Ayala–Diana Rios          | 2-0 | Yaniris Miller–Alondra Berroa  | 21-12, 21-12       | Relatório |
| 28 jul | 19:00 | Lleann Powery–Marissa Harrison | 1-2 | Yaniris Miller–Alondra Berroa  | 16-21,21-16, 13-15 | Relatório |
| 29 jul | 10:40 | Yuli Ayala–Diana Rios          | 2-0 | Lleann Powery–Marissa Harrison | 21-11, 21-13       | Relatório |

## Grupo B
|     |                             |     | Jogos | Jogos | Jogos | Sets | Sets | Sets  | Pontos | Pontos | Pontos |
| Pos | Equipe                      | Pts | T     | V     | D     | V    | P    | R     | V      | P      | R      |
| --- | --------------------------- | --- | ----- | ----- | ----- | ---- | ---- | ----- | ------ | ------ | ------ |
| 1   | Leila Martínez–Mailen Deliz | 6   | 3     | 3     | 0     | 6    | 0    | MAX   | 84     | 40     | 2.100  |
| 2   | Marrisa Brady–Jarisa Hynds  | 5   | 3     | 2     | 1     | 4    | 2    | 2.000 | 61     | 73     | 0.836  |
| 3   | Joelle Thomas–Mali Peters   | 4   | 3     | 1     | 2     | 2    | 4    | 0.500 | 52     | 84     | 0.619  |

Resultados
| 28 jul | 09:50 | Leila Martínez–Mailen Deliz | 2-0 | Marrisa Brady–Jarisa Hynds | 21-10, 21-9  | Relatório |
| 28 jul | 20:00 | Leila Martínez–Mailen Deliz | 2-0 | Joelle Thomas–Mali Peters  | 21-10, 21-11 | Relatório |
| 29 jul | 11:30 | Marrisa Brady–Jarisa Hynds  | 2-0 | Joelle Thomas–Mali Peters  | 21-18, 21-13 | Relatório |

## Grupo C
|     |                                 |     | Jogos | Jogos | Jogos | Sets | Sets | Sets  | Pontos | Pontos | Pontos |
| Pos | Equipe                          | Pts | T     | V     | D     | V    | P    | R     | V      | P      | R      |
| --- | ------------------------------- | --- | ----- | ----- | ----- | ---- | ---- | ----- | ------ | ------ | ------ |
| 1   | Sashalee Wallen–Kai Wright      | 6   | 3     | 3     | 0     | 6    | 0    | MAX   | 128    | 102    | 1.255  |
| 2   | Zaira Orellana–Martha Revuelta  | 5   | 3     | 2     | 1     | 4    | 2    | 2.000 | 123    | 96     | 1.281  |
| 3   | Christine Anthony–Samira Luis   | 4   | 3     | 1     | 2     | 2    | 4    | 0.500 | 104    | 109    | 0.954  |
| 4   | Jamilla Lansiquot–Kerin Neptune | 3   | 3     | 0     | 3     | 0    | 6    | 0.000 | 78     | 126    | 0.619  |

Resultados
| 28 jul | 09:00 | Zaira Orellana–Martha Revuelta  | 2-0 | Christine Anthony–Samira Luis   | 21-17, 21-14 | Relatório |
| 28 jul | 09:00 | Sashalee Wallen–Kai Wright      | 2-0 | Jamilla Lansiquot–Kerin Neptune | 21-14, 21-18 | Relatório |
| 28 jul | 15:00 | Zaira Orellana–Martha Revuelta  | 2-0 | Jamilla Lansiquot–Kerin Neptune | 21-14, 21-7  | Relatório |
| 28 jul | 16:00 | Sashalee Wallen–Kai Wright      | 2-0 | Christine Anthony–Samira Luis   | 21-15, 21-16 | Relatório |
| 29 jul | 12:20 | Jamilla Lansiquot–Kerin Neptune | 0-2 | Christine Anthony–Samira Luis   | 13-21, 12-21 | Relatório |
| 29 jul | 12:20 | Zaira Orellana–Martha Revuelta  | 0-2 | Sashalee Wallen–Kai Wright      | 18-21, 21-23 | Relatório |

## Grupo D
|     |                                         |     | Jogos | Jogos | Jogos | Sets | Sets | Sets  | Pontos | Pontos | Pontos |
| Pos | Equipe                                  | Pts | T     | V     | D     | V    | P    | R     | V      | P      | R      |
| --- | --------------------------------------- | --- | ----- | ----- | ----- | ---- | ---- | ----- | ------ | ------ | ------ |
| 1   | Allanis Navas–María González            | 6   | 3     | 3     | 0     | 6    | 0    | MAX   | 126    | 66     | 1.909  |
| 2   | Estefanie Bethancourth–Natalia Giron    | 5   | 3     | 2     | 1     | 4    | 2    | 2.000 | 110    | 93     | 1.183  |
| 3   | Cheryl Brunings–Sandrina Hunsel         | 4   | 3     | 1     | 2     | 2    | 4    | 0.500 | 98     | 119    | 0.824  |
| 4   | Brenda Allen Edinborough–Genelle Howell | 3   | 3     | 0     | 3     | 0    | 6    | 0.000 | 70     | 126    | 0.556  |

Resultados
| 28 jul | 12:20 | Estefanie Bethancourth–Natalia Giron    | 2-0 | Cheryl Brunings–Sandrina Hunsel         | 21-13, 21-17 | Relatório |
| 28 jul | 09:50 | Allanis Navas–María González            | 2-0 | Brenda Allen Edinborough–Genelle Howell | 21-10, 21-4  | Relatório |
| 29 jul | 09:00 | Estefanie Bethancourth–Natalia Giron    | 2-0 | Brenda Allen Edinborough–Genelle Howell | 21-8, 21-13  | Relatório |
| 29 jul | 09:00 | Allanis Navas–María González            | 2-0 | Cheryl Brunings–Sandrina Hunsel         | 21-12, 21-14 | Relatório |
| 29 jul | 16:00 | Brenda Allen Edinborough–Genelle Howell | 0-2 | Cheryl Brunings–Sandrina Hunsel         | 19-21, 16-21 | Relatório |
| 29 jul | 12:20 | Estefanie Bethancourth–Natalia Giron    | 0-2 | Allanis Navas–María González            | 17-21, 9-21  | Relatório |

## Grupo E
|     |                                      |     | Jogos | Jogos | Jogos | Sets | Sets | Sets  | Pontos | Pontos | Pontos |
| Pos | Equipe                               | Pts | T     | V     | D     | V    | P    | R     | V      | P      | R      |
| --- | ------------------------------------ | --- | ----- | ----- | ----- | ---- | ---- | ----- | ------ | ------ | ------ |
| 1   | Swan Mendoza–Socorro Lopez           | 6   | 3     | 3     | 0     | 6    | 0    | MAX   | 126    | 64     | 1.969  |
| 2   | Maria Fernanda Vargas–Kathya Vasquez | 5   | 3     | 2     | 1     | 4    | 2    | 2.000 | 117    | 72     | 1.625  |
| 3   | Kelsey Balderamos–Emma Hoare         | 4   | 3     | 1     | 2     | 2    | 4    | 0.500 | 76     | 119    | 0.639  |
| 4   | Cassie Paul–Renisha Stafford         | 3   | 3     | 0     | 3     | 0    | 6    | 0.000 | 62     | 126    | 0.492  |

Resultados
| 28 jul | 11:30 | Swan Mendoza–Socorro Lopez           | 2-0 | Kelsey Balderamos–Emma Hoare         | 21-8, 21-10  | Relatório |
| 28 jul | 10:40 | Maria Fernanda Vargas–Kathya Vasquez | 2-0 | Cassie Paul–Renisha Stafford         | 21-10, 21-4  | Relatório |
| 29 jul | 09:50 | Swan Mendoza–Socorro Lopez           | 2-0 | Cassie Paul–Renisha Stafford         | 21-8, 21-5   | Relatório |
| 29 jul | 09:50 | Maria Fernanda Vargas–Kathya Vasquez | 2-0 | Kelsey Balderamos–Emma Hoare         | 21-8, 21-8   | Relatório |
| 29 jul | 17:00 | Cassie Paul–Renisha Stafford         | 0-2 | Kelsey Balderamos–Emma Hoare         | 17-21, 18-21 | Relatório |
| 29 jul | 18:00 | Swan Mendoza–Socorro Lopez           | 2-0 | Maria Fernanda Vargas–Kathya Vasquez | 21-16, 21-17 | Relatório |

## Grupo F
|     |                                      |     | Jogos | Jogos | Jogos | Sets | Sets | Sets  | Pontos | Pontos | Pontos |
| Pos | Equipe                               | Pts | T     | V     | D     | V    | P    | R     | V      | P      | R      |
| --- | ------------------------------------ | --- | ----- | ----- | ----- | ---- | ---- | ----- | ------ | ------ | ------ |
| 1   | Norisbeth Agudo–Gabriela Brito       | 6   | 3     | 3     | 0     | 6    | 0    | MAX   | 126    | 44     | 2.864  |
| 2   | Abby Blackman–Rheeza Grant           | 5   | 3     | 2     | 1     | 4    | 2    | 2.000 | 103    | 100    | 1.030  |
| 3   | Amber Bennett–Mannika Charles        | 4   | 3     | 1     | 2     | 2    | 4    | 0.500 | 87     | 118    | 0.737  |
| 4   | Dionelys Delgado–Yamileth Montenegro | 3   | 3     | 0     | 3     | 0    | 6    | 0.000 | 72     | 126    | 0.571  |

Resultados
| 28 jul | 18:00 | Abby Blackman–Rheeza Grant     | 2-0 | Dionelys Delgado–Yamileth Montenegro | 21-14, 21-14 | Relatório |
| 28 jul | 17:00 | Amber Bennett–Mannika Charles  | 0-2 | Norisbeth Agudo–Gabriela Brito       | 6-21, 9-21   | Relatório |
| 29 jul | 10:40 | Abby Blackman–Rheeza Grant     | 2-0 | Norisbeth Agudo–Gabriela Brito       | 8-21, 11-21  | Relatório |
| 29 jul | 11:30 | Amber Bennett–Mannika Charles  | 2-0 | Dionelys Delgado–Yamileth Montenegro | 21-18, 21-16 | Relatório |
| 29 jul | 19:00 | Norisbeth Agudo–Gabriela Brito | 2-0 | Dionelys Delgado–Yamileth Montenegro | 21-3, 21-7   | Relatório |
| 29 jul | 20:00 | Abby Blackman–Rheeza Grant     | 2-0 | Amber Bennett–Mannika Charles        | 21-19, 21-11 | Relatório |

## Pré quartas de final
Resultados
| 30 jul | 11:00 | Abby Blackman–Rheeza Grant           | 0-2 | Zaira Orellana–Martha Revuelta                                 | 10-21, 15-21 | Relatório |
| 30 jul | 12:00 | Swan Mendoza–Socorro Lopez           | 2-0 | Marrisa Brady–Jarisa Hynds                                     | 21-15, 23-21 | Relatório |
| 30 jul | 10:00 | Norisbeth Agudo–Gabriela Brito       | 2-0 | Yaniris Miller–Alondra Berroa                                  | 21-10, 21-7  | Relatório |
| 30 jul | 10:00 | Maria Fernanda Vargas–Kathya Vasquez | 0-2 | Estefanie Bethancourth–Natalia Giron                           | 16-21, 22-24 | Relatório |
| 30 jul | 11:00 | Dionelys Delgado–Yamileth Montenegro | 0-2 | Predefinição:Country data LCAM Jamilla Lansiquot–Kerin Neptune | 15-21, 14-21 | Relatório |
| 30 jul | 12:00 | Cassie Paul–Renisha Stafford         | 0-2 | Brenda Allen Edinborough–Genelle Howell                        | 13-21, 14-21 | Relatório |

## Quartas de final
Resultados
| 30 jul | 19:00 | Yuli Ayala–Diana Rios        | 2-0 | Zaira Orellana–Martha Revuelta               | 21-17, 21-12 | Relatório |
| 30 jul | 19:00 | Allanis Navas–María González | 2-0 | Swan Mendoza–Socorro Lopez                   | 21-9, 21-15  | Relatório |
| 30 jul | 17:00 | Sashalee Wallen–Kai Wright   | 0-2 | Norisbeth Agudo–Gabriela Brito Socorro Lopez | 12-21, 14-21 | Relatório |
| 30 jul | 18:00 | Leila Martínez–Mailen Deliz  | 2-0 | Estefanie Bethancourth–Natalia Giron         | 21-15, 21-12 | Relatório |

## Posições inferiores
Resultados
| 30 jul | 17:00 | Lleann Powery–Marissa Harrison  | 2-0 | Jamilla Lansiquot–Kerin Neptune         | 21-17, 21-19 | Relatório |
| 30 jul | 18:00 | Cheryl Brunings–Sandrina Hunsel | 2-0 | Kelsey Balderamos–Emma Hoare            | 21-15, 21-19 | Relatório |
| 30 jul | 15:00 | Christine Anthony–Samira Luis   | 2-0 | Amber Bennett–Mannika Charles           | 21-14, 21-11 | Relatório |
| 30 jul | 16:00 | Joelle Thomas–Mali Peters       | 0-2 | Brenda Allen Edinborough–Genelle Howell | 11-2, 13-21  | Relatório |

## Pré classificação do 9° ao 12° lugares
Resultados
| 31 jul | 15:00 | Jamilla Lansiquot–Kerin Neptune | 2-0 | Kelsey Balderamos–Emma Hoare | 21-18, 21-13 | Relatório |
| 31 jul | 16:00 | Amber Bennett–Mannika Charles   | 2-0 | Joelle Thomas–Mali Peters    | 21-15, 21-17 | Relatório |

## Pré classificação do 5° ao 8° lugares
Resultados
| 31 jul | 14:00 | Lleann Powery–Marissa Harrison | 2-1 | Cheryl Brunings–Sandrina Hunse          | 21-12, 11-21, 15-11 | Relatório |
| 31 jul | 14:00 | Christine Anthony–Samira Luis  | 2-0 | Brenda Allen Edinborough–Genelle Howell | 21-14, 21-16        | Relatório |

## Classificação do 9° ao 12° lugares
Resultados
| 31 jul | 15:00 | Abby Blackman–Rheeza Grant    | 2-0 | Brenda Allen Edinborough–Genelle Howell | 21-17, 21-19 | Relatório |
| 31 jul | 16:00 | Yaniris Miller–Alondra Berroa | 0-2 | Maria Fernanda Vargas–Kathya Vasquez    | 16-21, 27-29 | Relatório |

## Classificação do 5° ao 8° lugares
Resultados
| 31 jul | 17:00 | Zaira Orellana–Martha Revuelta | 2-0 | Swan Mendoza–Socorro Lopez           | 21-13, 21-9 | Relatório |
| 31 jul | 20:00 | Sashalee Wallen–Kai Wright     | 0-2 | Estefanie Bethancourth–Natalia Giron | 12-21, 9-21 | Relatório |

## Semifinais
Resultados
| 31 jul | 19:00 | Yuli Ayala–Diana Rios          | 2-1 | Allanis Navas–María González | 21-18, 15-21, 15-13 | Relatório |
| 31 jul | 18:00 | Norisbeth Agudo–Gabriela Brito | 1-2 | Leila Martínez–Mailen Deliz  | 21-16, 13-21, 10-15 | Relatório |

## Vigésimo primeiro lugar
Resultados
| 1 Ago | 14:00 | Dionelys Delgado–Yamileth Montenegro | 0-2 | Cassie Paul–Renisha Stafford | 0-21, 0-21 | Relatório |

## Décimo nono lugar
Resultados
| 1 Ago | 15:00 | Kelsey Balderamos–Emma Hoare | 2-1 | Joelle Thomas–Mali Peters | 21-16, 12-21, 15-11 | Relatório |

## Décimo sétimo lugar
Resultados
| 1 Ago | 16:00 | Jamilla Lansiquot–Kerin Neptune | 0-2 | Amber Bennett–Mannika Charles | 12-21, 16-21 | Relatório |

## Décimo quinto lugar
Resultados
| 1 Ago | 17:00 | Cheryl Brunings–Sandrina Hunse | 0-2 | Brenda Allen Edinborough–Genelle Howell | 0-21, 0-21 | Relatório |

## Décimo terceiro lugar
Resultados
| 1 Ago | 14:00 | Lleann Powery–Marissa Harrison | 0-2 | Christine Anthony–Samira Luis | 16-21, 11-21 | Relatório |

## Décimo primeiro lugar
Resultados
| 1 Ago | 15:00 | Marrisa Brady–Jarisa Hynds | 2-1 | Yaniris Miller–Alondra Berroa | 19-21, 21-17, 15-10 | Relatório |

## Nono lugar
Resultados
| 1 Ago | 16:00 | Abby Blackman–Rheeza Grant | 0-2 | Maria Fernanda Vargas–Kathya Vasquez | 23-25, 7-21 | Relatório |

## Sétimo lugar
Resultados
| 1 Ago | 17:00 | Swan Mendoza–Socorro Lopez | 0-2 | Sashalee Wallen–Kai Wright | 14-21, 19-21 | Relatório |

## Quinto lugar
Resultados
| 1 Ago | 17:00 | Zaira Orellana–Martha Revuelta | 2-0 | Estefanie Bethancourth–Natalia Giron | 23-21, 21-14 | Relatório |

## Terceiro lugar
Resultados
| 1 Ago | 16:00 | Allanis Navas–María González | 0-2 | Norisbeth Agudo–Gabriela Brito | 12-21, 9-21 | Relatório |

## Final
Resultados
| 1 Ago | 17:00 | Yuli Ayala–Diana Rios | 0-2 | Leila Martínez–Mailen Deliz | 8-21, 14-21 | Relatório |